# Nathalia Cruz
Nathalia da Cruz Martins (Santa Tereza de Goiás, 20 de dezembro de 1989), mais conhecida como Nathalia Cruz, é uma atriz, roteirista e escritora brasileira.

## Biografia
Nascida em 20 de dezembro de 1989 na cidade de Santa Tereza de Goiás, aos 2 meses foi para Brasília, cidade em que viveu até os 23 anos. Formou-se como publicitária pela Universidade de Brasília no ano de 2013, mesma data em que mudou-se para o Rio de Janeiro para realizar o sonho antigo de ser atriz.
Na capital carioca, estudou na escola de teatro O Tablado, nas turmas dos professores Fernando Melvin, Fernando Caruso e Dani OCampo.
Em 2017 começou a produzir seus próprios vídeos para internet e foi convidada para participar da gravação de um esquete do canal Porta dos Fundos pelo sócio fundador e ator da produtora, Fábio Porchat.  
Em 2019 participou na estreia do programa Que História É Essa, Porchat? contando uma história inusitada. A participação lhe rendeu boa repercussão e a oportunidade de integrar a sala fixa de roteiros do canal Porta dos Fundos, onde também atuou em alguns vídeos até maio de 2021. 
Foi roteirista de séries de humor para TV Globo e Globoplay como Rensga Hits! (1ª temporada), Pablo e Luisão. Também na TV Globo foi roteirista do quadro Big Terapia, do apresentador Paulo Vieira, no BBB23. Esteve na sala de roteiro da série Anderson Spider Silva (Paramount), indicada ao Emmy Internacional na categoria melhor minissérie. Em 2023 apresentou um quadro semanal como colunista no programa Saia Justa (Gnt) comandado por Astrid Fontenelle.
Em suas redes sociais ganhou alcance com os vídeos autorais, roteirizados e interpretados por ela. A personagem mais conhecida é uma terapeuta nada convencional, responsável pelas sessões de terapia de uma paciente que atende por Cristiane.

## Vida Pessoal
Em 2019 iniciou seu relacionamento com o engenheiro de software carioca, Bruno Soares. Casaram-se em 2022, mesmo ano em que nasceu o primeiro filho do casal, Joaquim. Em outubro de 2024 tiveram a segunda filha, Teresa. Os dois filhos do casal nasceram de parto natural em uma casa de parto em Brasília.

## Filmografia
| Ano  | Título                                         | Personagem             | Nota / Direção                                                 |
| 2019 | O Comedy Club                                  | Lurdinha               | Direção: André Araújo / SuperOito Produções                    |
| 2020 | Teocracia em Vertigem (Porta dos Fundos)       | Inara – Moradora Local | Diretor: Rodrigo Van Der Put                                   |
| 2021 | Peçanha Contra o Animal                        | Mãe                    | Diretor: Vini Videla                                           |
| 2021 | Te Prego Lá Fora (Animação – Porta dos Fundos) | Madalena               | Direção: Rodrigo Van Der Put, Thiago Martins (II), Marco Pavão |

## Obras
Tita: e a alegria que doía (Livro infantil) . Editora: Baião ·Ano: 2024 · ISBN: 9786585773478

## Teatro
| Ano  | Título                            | Direção        |
| 2014 | A Compadecida do Auto - O Tablado | Lincoln Vargas |
| 2018 | Desconexão                        | Nathalia Cruz  |
| 2019 | Imagina na Broadway               | Samantha Lemes |
| 2024 | Brasileira Média (solo)           | Nathalia Cruz  |

## Prêmios e Indicações
| Ano  | Premio                 | Categoria                          | Trabalho                  | Resultado |
| ---- | ---------------------- | ---------------------------------- | ------------------------- | --------- |
| 2024 | Prêmio ABRA de Roteiro | ABRAÇO -Excelência em Roteiro      | Rensga Hits! 1ª Temporada | Venceu    |
| 2024 | Emmy Internacional     | Melhor minissérie (roteiro)        | Anderson Spider Silva     | Pendente  |
| 2024 | Prêmio Paulo Gustavo   | Humorista/Comediante               | Nathália Cruz             | Venceu    |
| 2023 | Prêmio ABRA de Roteiro | Melhor roteiro de série de comédia | Rensga Hits! 1ª Temporada | Indicada  |

## Ligações Externas
- Nathalia Cruz no Instagram
- Nathalia Cruz. no IMDb.